# HP Bootis
HP Bootis (HP Boo / HD 130948 / HR 5534 / GJ 564) es una estrella de magnitud aparente +5,88 situada en la constelación de Bootes, el pastor de bueyes.
Dos enanas marrones orbitan alrededor de esta estrella, situada a 59,3 años luz del sistema solar.
HP Bootis es una enana amarilla de tipo espectral G2V con una temperatura superficial de 5943 K.
De igual tamaño que el Sol, tiene una masa un 35% mayor que la masa solar y brilla con una luminosidad un 20% mayor que la luminosidad solar.
Estudios de actividad cromosférica y girocronología indican que es una estrella joven con una edad aproximada de 790 millones de años.
En comparación al Sol, esta joven análoga solar muestra una alta velocidad de rotación igual o superior a 6,00 km/s, con un período de rotación de 7,84 días —el Sol emplea aproximadamente 26 días en completar un giro—.
Al ser una estrella cromosféricamente activa, está catalogada como variable BY Draconis.
Su metalicidad parece ser ligeramente inferior a la existente en el Sol ([Fe/H] = -0,04).

## Binaria de enanas marrones
A 2,6 segundos de arco de HP Bootis se encuentra un sistema binario formado por dos enanas marrones de tipo espectral L4, denominadas HD 130948 B y HD 130948 C; la separación entre estas compañeras subestelares es <= 0,13 segundos de arco.
El período orbital de esta binaria es de 9,9 días y su masa conjunta 0,109 ± 0,02 masas solares.
De acuerdo a distintos modelos evolutivos la masa de cada una de ellas sería ligeramente superior a 0,05 masas solares y tendrían un diámetro en torno al 10% del diámetro solar.
Ambos objetos son muy parecidos, con una temperatura de 2000 K.
| Nombre      | Nombre      | Masa                 | Radio                | Temperatura   |
| ----------- | ----------- | -------------------- | -------------------- | ------------- |
| HD 130948 B | HD 130948 B | 0,0554 - 0,0558 MSol | 0,0983 - 0,1048 RSol | 1990 - 2040 K |
| HD 130948 C | HD 130948 C | 0,0528 - 0,0532 MSol | 0,0983 - 0,1045 RSol | 1900 - 1950 K |